# آنا كاتارينا شميد
آنا كاتارينا شميد هي منافسة ألعاب قوى سويسرية، ولدت في 12 ديسمبر 1989.

## وصلات خارجية
- الموقع الرسمي
- آنا كاتارينا شميد على موقع الاتحاد الدولي لألعاب القوى (الإنجليزية)
- آنا كاتارينا شميد على موقع الدوري الماسي (الإنجليزية)